# Asa Griggs Candler
Asa Griggs Candler (30 de diciembre de 1851 - 12 de marzo de 1929) fue un empresario y farmacéutico estadounidense, conocido por ser propietario de The Coca-Cola Company y alcalde de Atlanta entre 1917-1919.

## Biografía

### Inicios
Asa Griggs Candler, fundador de The Coca Cola Company, nació el 30 de diciembre de 1851 en una granja cercana a Atlanta, Georgia, Estados Unidos, siendo adolescente pasó a vivir a esa ciudad, donde consiguió empleo con el farmacéutico John Pemberton, quien elaboró la fórmula de un elíxir con características estimulantes del sistema nervioso, la cual bautizó como "vino de coca Pemberton", inspirada en la bebida llamada "Vino Mariani" elaborada por el químico italiano Angelo Mariani, consistente en vino de uva combinado con hoja de coca. Si bien Pemberton fabricó su bebida con extracto de nuez, vino y extracto de cola de nuez, posteriormente se le agregarían jugo de lima, canela, extractos de hoja de coca y de una semilla de un arbusto brasileño. 
Candler trabajo junto a Pemberton en el desarrollo y difusión de la infusión, logrando ambos amplias ganancias. Sin embargo, la idea de Candler pasaría por la popularización de la bebida, por lo que tras lograr buenos réditos en su sociedad con Pemberton, en 1887 decidió desembolsar la suma de 2300 dólares para adquirir la fórmula de la Coca-Cola, con el fin de avanzar en su industrialización. Esta decisión terminaría siendo la piedra fundacional del emporio conocido como The Coca-Cola Company, el cual se terminó expandiendo mundialmente.

### Creación deThe Coca-Cola Company
Tras haber transferido a Candler la fórmula secreta de su infusión, John Pemberton se retiró del negocio aquejado por una dura enfermedad, falleciendo finalmente en 1888.
Una vez adquirido la fórmula y sus derechos de producción, Asa Griggs Candler tomó completo control en la producción del vino de cola de Pemberton en 1892, registrándola industrialmente en 1893, con lo cual procedió a impulsar su empresa colocando el producto en todas las cafeterías y fuentes de soda, así como vendiendo el jarabe a productores de refrescos. 
El nombre y el formato de las letras como símbolo fueron concebidos por Frank Robinson, contable de Pemberton, en cuanto al envase se utilizaría un modelo simple o común hasta el año 1915, cuando al pedirse a la empresa Root-Glass un mejor diseño, este se encargó a Earl Dean, quien accidentalmente dejó en su horno, unas muestras de las nueva botellas cuya forma sería similar a la semilla de cacao, pues se dice que Dean supuso que la coca cola llevaba este grano como ingrediente, por lo abombado, como un balón de futbol americano, pero con gajos, las que por acción del calor quedaría abombada en su parte superior pero aconcavada en la inferior, este diseño llamó la atención de Griggs, y decidió comenzar a utilizarlo, dándose cuenta de que era atractivo para los consumidores de su producto; le haría algunas pequeñas adecuaciones, como formar la especie de cinta ancha donde van las letras-logotipo, y así hacer más legible éste.
De esta forma Candler adquiriría una gran fortuna, hasta que en 1911 decidió dejar el negocio en manos de su hijo Charles, mientras que él ingresó a la política, pero sin descuidar su interés por las cuestiones financieras

### Alcaldía deAtlanta
Tras haber cedido el control de su compañía a su hijo Charles, Asa Candler comenzó a incursionar en la política de Atlanta en 1911. En 1914 se presentó una crisis económica entre los cultivadores de algodón del Sur de Estados Unidos, por lo que Candler fue hasta ellos y les ofreció financiarlos con un capital de más de 30 millones de dólares, proponiéndoles que podrían liquidar cada crédito para cuando estuviesen en condiciones de hacerlo, esta inyección de capital salvaría a este ramo de la agricultura y Candler no solo ganaría dinero si no el agradecimientos de quienes recibieran su ayuda. En otro caso adquirió uno de los principales bancos de Atlanta que pasaba por una mala racha financiera, con lo cual rediseñó su forma de operar, renegoció créditos, y amplió su cobertura, con lo cual evitó la quiebra y saneó sus finanzas, pero una vez logrado lo anterior se lo ofreció a sus antiguos dueños para que volvieran a manejarlo. 
Como Alcalde, Candler recabó fondos de particulares y así realizar su plan para dotar a la ciudad de su primer y eficiente sistema de agua potable, con un costo de 36 mil dólares, logrando su objetivo sin tocar un solo centavo del presupuesto del condado. En 1923  entregó a sus otros hijos parte de sus acciones de la empresa, pero sorpresivamente sus hijos accedieron a vender el negocio en 1926, sin consultar con él, al consorcio bancario Woodruff Syndicate, propiedad de Ernest Woodruff.

### Expansión de The Coca Cola Company
Ernest Woodruff pasaría el negocio a su hijo Ernest, quien gracias a su visión empresarial llevaría a que la Coca Cola se convirtiese en la bebida más consumida en todo el planeta, gracias a que estableció una red internacional de plantas productoras y embotelladoras, apoyándose para las ventas en una publicidad masiva y constante, así que Ernest se mantuvo al frente de la compañía hasta 1954, aunque formó parte de su mesa directiva hasta 1984, muriendo en 1985.
La publicidad masiva y el deseo de ampliar sus mercados de venta llevó a que en la década de los 1950 se comenzara a producir el refresco de sabor naranja bajo el nombre de Fanta, y en la de 1960, el refresco sabor limón Sprite. Por otro lado gran parte de su estrategia por mantener el mercado en crecimiento llevó a que la empresa se sumara a patrocinar todo evento deportivo, tanto nacional como de participación internacional.
- Datos: Q744866
- Multimedia: Asa Griggs Candler / Q744866